# Smolnik (województwo pomorskie)
Smolnik – osada w Polsce, w województwie pomorskim, w powiecie starogardzkim, w gminie Kaliska. 
Do 2023 miejscowość była przysiółkiem wsi Studzienice.
Przysiółek Smolnik jest częścią składową sołectwa Studzienice.
Brak danych o dacie powstania przysiółka. Na mapie topograficznej z 1874 r., nad jeziorem Smolnik, noszącym wówczas nazwę Struga (Struga See), przysiółek jest pokazany pod niemiecką nazwą Smollnick oder Seekathe. Na terenie osady znajdował się jeden dom mieszkalny, w którym mieszkał strażnik związany z prowadzeniem prac konserwacyjnych na łąkach.
Ze Smolnikiem związane jest nazwisko Józefa Jażdżewskiego, który w dniu 17 lutego 1945 r. został zamordowany przez hitlerowców za udzielanie schronienia uciekinierom z niemieckiego obozu jenieckiego dla jeńców radzieckich. Również u niego ukrywała się grupa partyzancka Jana Miętkiego. W miejscu dokonania mordu, przy drodze brukowej z Czarnej Wody do Leśnej Huty, postawiono pomnik w kształcie grobu.
W latach 1975–1998 miejscowość administracyjnie należała do województwa gdańskiego.

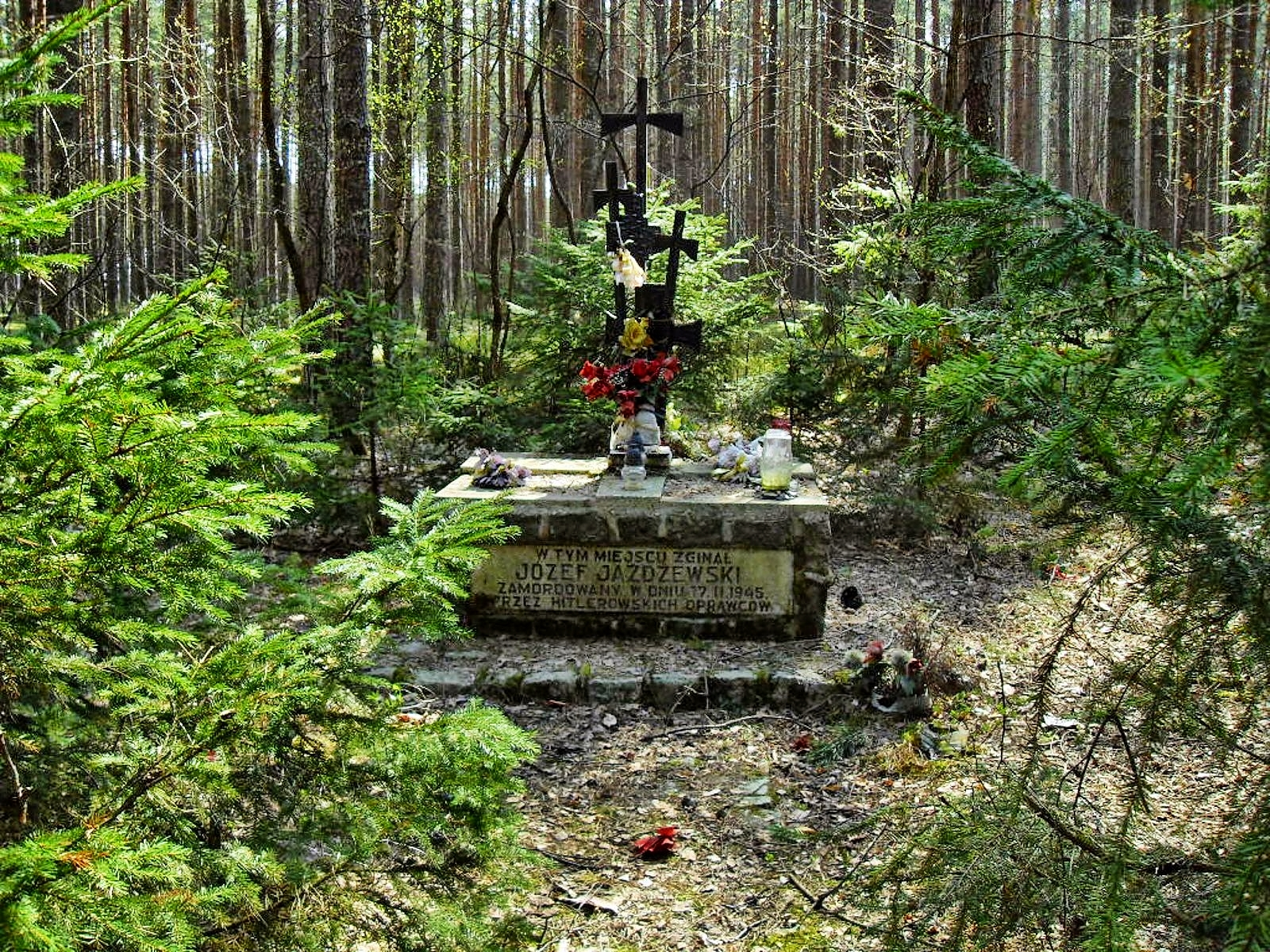
Miejsce upamiętniające mord hitlerowski